# Ancteville
Ancteville foi uma comuna francesa na região administrativa da Normandia, no departamento Mancha. Estendia-se por uma área de 7,77 km². Em 2010 a comuna tinha 246 habitantes (densidade: 31,7 hab./km²).
Em 1 de janeiro de 2019, passou a formar parte da nova comuna de Saint-Sauveur-Villages.